# Publicita
Publicita je neplacený prostor v médiích, který je poskytován osobě, firmě nebo události. Lze jej umístit formou redakční spolupráce.
Chápe se většinou v pozitivním slova smyslu, tedy jako pozitivní publicita, tzn. informace, které vylepšují image nebo pomáhají udržet dobrou pověst. Nicméně negativní publicita je také možná.
Publicita je nástrojem a často i cílem public relations.